# Aquilino Duque Gimeno
Aquilino Duque Gimeno   (Sevilla, 6 de gener de 1931 - Sevilla, 18 de setembre de 2021) va ser un poeta i escriptor espanyol.

## Biografia
Llicenciat en dret per la Universitat de Sevilla, va ampliar estudis a les Universitats de Cambridge (Trinity Hall) i la Southern Methodist University en Dallas, Texas. Narrador, poeta i assagista, Aquilino Duc va ser autor de llibres com De palabra en palabra (Premi Leopoldo Panero de l'Institut de Cultura Hispànica i Fastenrath, de la Reial Acadèmia Espanyola) o El Mono Azul (finalista del premi Nadal 1973 i Premio Nacional de Literatura 1974). Va ser autor també d'obres fonamentals com El mito de Doñana i El suicidio de la Modernidad. Des de 1981 va ser individu de nombre de la Real Academia Sevillana de Buenas Letras. Va residir a Roma a principis de els 70, mentre col·laborava amb la revista Destino, ciutat on va tractar a Rafael Alberti.
Va impartir cursos de Literatura espanyola contemporània a les Universitats de Sevilla i Chapel Hill, i va llegir conferències a les Universitats de Cambridge, Sevilla, Swarthmore, Delaware, Chicago, Roma, Pennsylvania, Georgetown, La Rábida, Màlaga, Mar Menor, Oviedo, Guadalajara (Jalisco), així com en el Museu de Belles arts de Sevilla, el Palau de les Nacions de Ginebra, l'Institut Britànic de Sevilla, l'Institut Espanyol de Roma, i l'Institut Cervantes a Buenos Aires, Londres, Nova York, Viena, Múnic i Utrecht.

## Premis
- Washington Irving, de contes Casa d'Amèrica, Madrid, 1960. Obra premiada: “El festival de la Pañoleta.“
- Ciutat de Sevilla de novel·la, Ajuntament de Sevilla, Sevilla, 1960. Obra premiada: "Las torres de San Cayetano" (Publicada com “La rueda de fuego.“)
- Leopoldo Panero 1967, de poesia, Institut de Cultura Hispànica, Madrid, 1968. Obra premiada: “De palabra en palabra.“
- Arxiu Sevillà d'assaig, Diputació de Sevilla, Sevilla, 1971. Obra premiada: “La sombra de Bécquer.“
- Fastenrath, de poesia, Reial Acadèmia de la Llengua, Madrid, 1972. Obra premiada:“De palabra en palabra.“
- Premi Nacional de Literatura 1974, Madrid, 1975. Obra premiada: “El mono azul.“
- Verema de prosa, Casa del vino, Jerez de la Frontera, 1982. Obra premiada: “Don Federico Rubio y la Vendimia.“
- Cercle Català, de periodisme, Cercle Català, Madrid, 1987. Obra premiada: “La invención de América.“
- José María Pemán, de periodisme, Cadis, 1988. Obra premiada:“Enfermedades Morales.“
- Premi Taurí Manuel Ramírez, 2015. Obra premiada: "Estado i transición en los toros."
- Premi Setmana Santa de Sevilla, 2016.

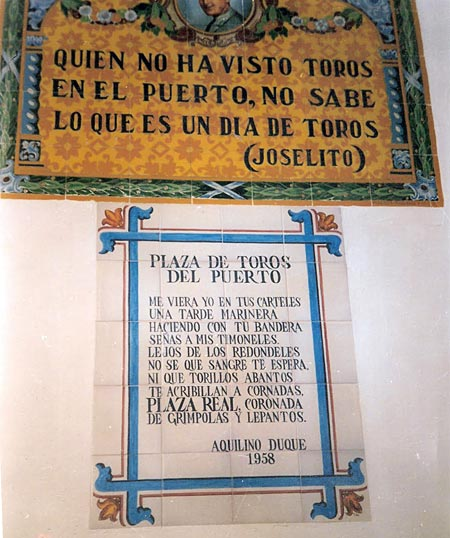
Rajola a la Plaça de toros del Puerto de Santa María.

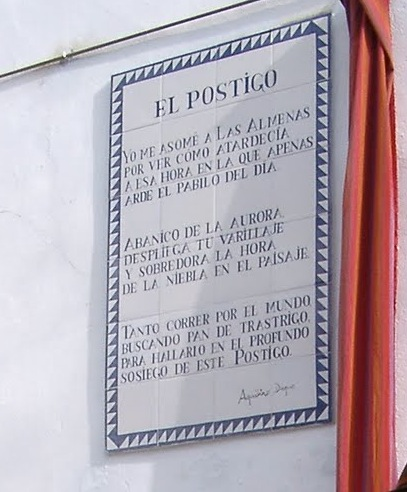
Rajola a Zufre.

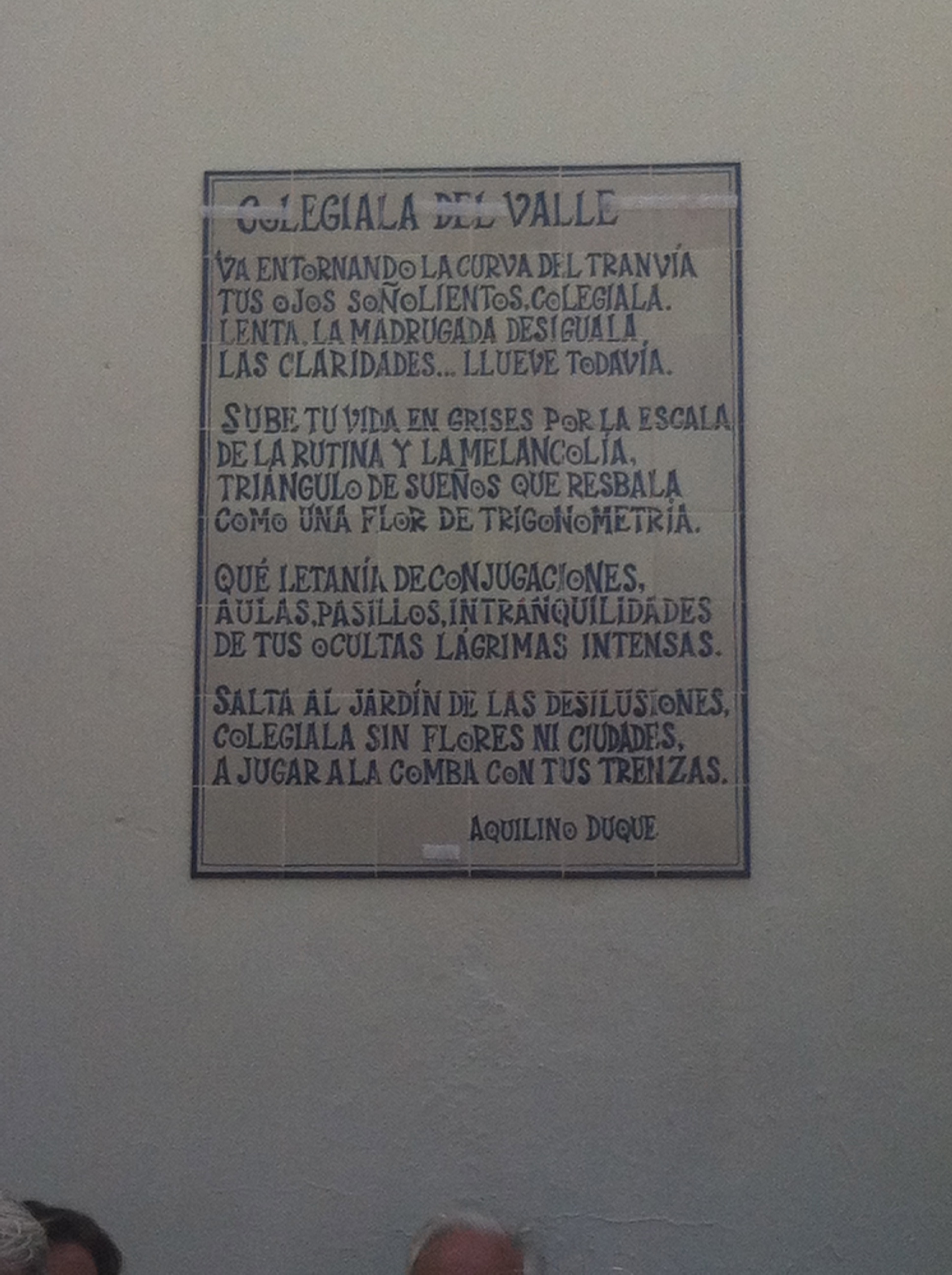
Rajola als jardins del Valle a Sevilla.

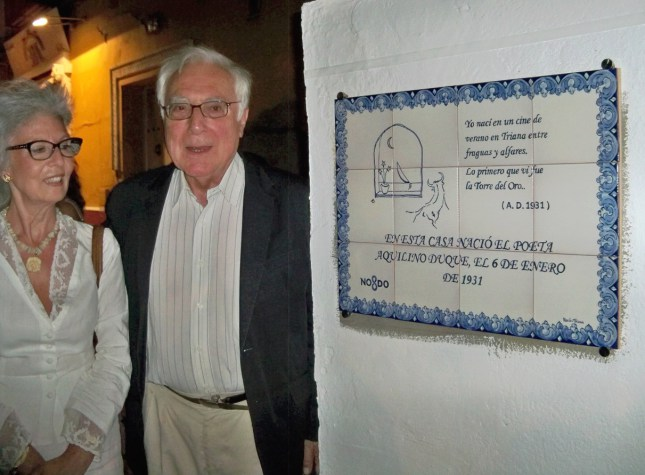
Aquilino Duque al carrer Betis.

## Poesia
- La calle de la luna, Sevilla: Ayuntamiento de Sevilla, 1958.
- El campo de la verdad, Madrid: Adonais, 1958.
- De palabra en palabra, Madrid: Cultura Hispánica, 1968.
- Versos de una noche de luna, Madrid; Palma, 1969.
- El invisible anillo, León Col. Provincia, 1971.
- Los cuatro libros cardinales, Madrid, Editora Nacional, 1977.
- Aire de Roma Andaluza, Sevilla: Renacimiento, 1978.
- El engaño del zorzal, Madrid: Hiperión, 1986.
- Las nieves del tiempo, Granada: Comares, 1993.
- Poesía incompleta: Valencia: Pretextos, 1999.
- Entreluces, Renacimiento, 2009.
- Reloj de Arena, Siltolá, 2011.

## Novel·la
- La operación Marabú, Madrid, Alfaguara, 1966. Reed. Sevilla: Renacimiento, 2003.
- Los consulados del Más Allá, Barcelona, Plaza y Janés, 1966. Reed. Alcalá de Guadaira: Peréntesis, 2003.
- La rueda de fuego, Barcelona: Planeta, 1971. Reed: Sevilla: RD, 2005.
- La linterna mágica, Barcelona: Plaza y Janés, 1971.
- El mono azul, Barcelona: Destino, 1973 y 1974. Reed: ABC 2002.
- La historia de Sally Gray, Madrid: Ediciones del Centro, 1975.
- Los agujeros negros, Barcelona: Argos, 1978.
- La luz de Estoril, Barcelona: Planeta, 1989.
- "Las máscaras furtivas," Valencia: Pretextos, 1995.
- El Piojo Rojo, Valencia: Pretextos, 2004.
- La loca de Chillán, Valencia: Pretextos, 2007.
- Caza Mayor, Renacimiento, 2011.
- Palos de ciego, Renacimiento, 2016.

## Memòries
- El rey Mago y su elefante, Valencia: Pretextos, 1993.
- La era de Mairena, Sevilla: la Carbonería, 1995.
- Mano en candela, Valencia, Pretextos, 2002.
- La cruz de don Juan, Barcelona: Ediciones B, 2003.
- La invención de la pólvora, Renacimiento, 2015.

## Assaig
- La carrera de armamentos, Madrid: Editorial Católica, 1981.
- Aquilino Duque. La idiotez de la inteligencia.  Encuentro. ISBN 978-84-7490-072-9.
- La España imaginaria, Sevilla: Libros del Altozano, 1984.
- El suicidio de la modernidad, Barcelona: Bruguera, 1984.
- Metapoesía, Sevilla: Ayuntamiento de Sevilla, 1984.
- Andalucía crítica, Córdoba: Monte de Piedad, 1989.
- El toreo y las luces, Valencia: Diputación Provincial, 1989.
- El cansancio de ser libres, Sevilla: Universidad de Sevilla, 1992.
- Plaza partida, Sevilla: Fundación el Monte, 1995.
- Grandes faenas, Cádiz, Universidad de Cádiz, 1996.
- Actualidad del 98, Sevilla: Fundación el Monte, 1998.
- Cataluña crítica, Madrid: Criterio Libros, 1999.
- Crónicas anacrónicas, Barcelona: Altera, 2004.
- Aquilino Duque. Crónicas extravagantes.  Madrid: Encuentro. ISBN 978-84-7490-931-9.
- Memoria y ficción en las letras españolas de trasguerra, Madrid: CEU, 2011.
- Aquilino Duque. La era Argentina.  Madrid: Encuentro, 2013. ISBN 978-84-9055-003-8.

## Viatges i paisatges

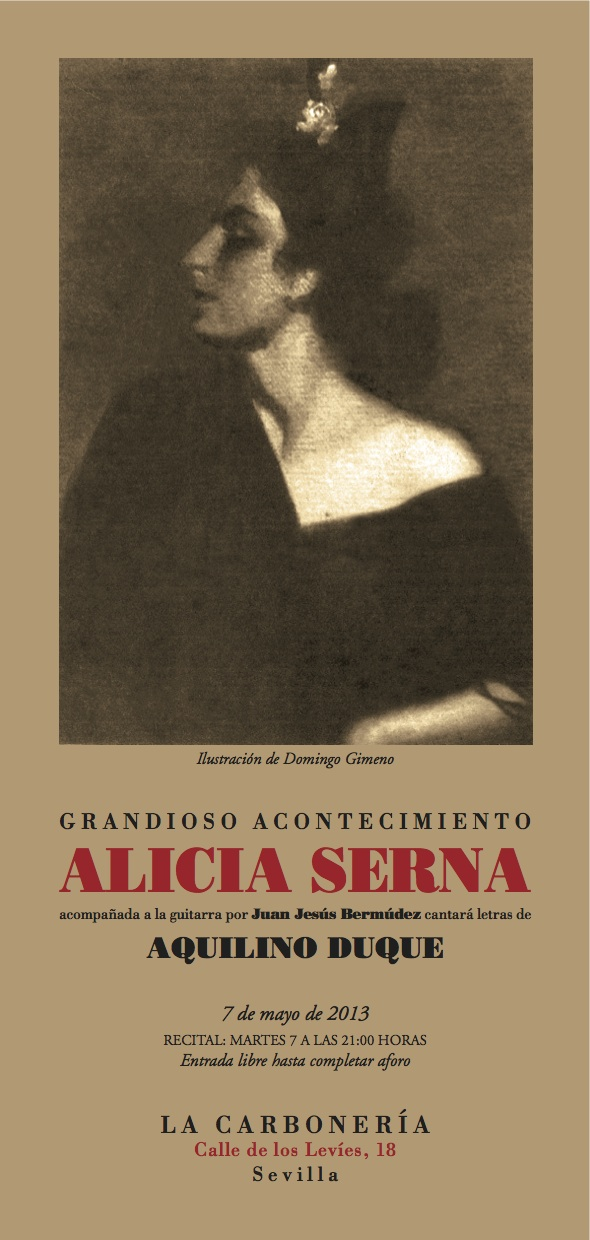

- El mito de Doñana, Madrid: Ministerio de educación, 1977. Reed. Fundación Lara, 2004.
- Guía natural de Andalucía, Sevilla: Real Maestranza y Valencia: Pretextos, 1986.
- Sevilla, bajorrelieve, Sevilla: Comisaría para la Expo, Ayuntamiento de Sevilla, 1991.
- Crónicas extravagantes, Sevilla Universidad de Sevilla, 1996. Reed.: Madrid: Ediciones Encuentro, 2008.
- Aquilino Duque. Crónicas Extravagantes.  Encuentro. ISBN 978-84-7490-931-9.

## Traduccions (selecció)
- Poemas de Roy Campbell, Madrid: Rialp, 1958.
- Sombras en la hierba de Isak Dinesen, Madrid: Alfaguara, 1986. Reed: Barcelona: Círculo de lectores, 2004.
- Réquiem de Ana Ajmátova, Barcelona: El Bardo, 1967.
- Os Lusiadas de Camoens, Madrid: Editora Nacional, 1980.
- Crestomatia de Mandelstam, Madrid: Huerga y Fierro editores, 2004.
- Chesterton, Robert Louis Stevenson, Valencia: Pretextos, 2011.

## Estudis sobre la seva obra
- Alvar Ezquerra, Manuel, “Aquilino Duque y Los cuatro libros cardinales," en Estudios sobre la literatura y arte : dedicados al profesor Emilio Orozco Díaz / coord. por Nicolás Marín, Antonio Gallego Morell, Andrés Soria Olmedo, Vol. 1, 1979, 21-41.
- Camprubí, Zenobia,"Carta a Juan Guerrero Ruiz, 2 febrero 1955," en Zenobia Camprubí. Epistolario I. Cartas a Juan Guerrero Ruiz, 1917-1956, ed. Emilia Cortés Ibáñez y Graciela Palau, Madrid: Residencia de Estudiantes, 2006.
- Cano, José Luis, “Unas preguntas a Aquilino Duque,” Insula 164-165 (1960): 24.
- Crusat, Paulina, “Sobre los consulados del más allá,” Insula 244 (1967): 9.
- Díaz Plaja, Guillermo, “Los consulados del más allá,” ABC 2 de marzo (1967): 22.
- García de la Concha, Víctor, “Las nieves del tiempo.” ABC Literario. Madrid, 22 de octubre (1993).
- García Fernández, Eugenio, "Entreluces," Revista Clarín 18 de mayo de 2009
- García-Máiquez, Enrique,"Retorno al páramo." Ambos Mundos. 3 de marzo de 2012.
- García Martín, José Luis,” La rosa de los vientos,” El Ciervo (1986).
- Gimferrer, Pere, “Un Nuevo novelista: Aquilino Duque,” Destino 17 de diciembre de 1966.
- Gracia Noriega, José Ignacio, “Sereno ayer,” La nueva España, 5 de mayo (1993)
- Lamillar, Juan, “Invitación al viaje con Aquilino Duque.” Cuadernos del Sur, 4 de diciembre (1986).
- López Arias, Carmelo, “Los nombres propios del supuesto "páramo cultural" de la postguerra,” Arxivat 2013-05-08 a Wayback Machine. El Semanal digital, 2 de agosto de 2012.
- Luis, Leopoldo de, “Palabra exacta y luz inteligente,” Estafeta literaria, 1979, (9-10): 161-162.
- Mainer, J. C., “Operación Marabú,” Insula 243 (1967): 9.
- Moa, Pío, "Ciencia y ficción en las letras de trasguerra," Intereconomía, 26 de marzo de 2012.
- Murciano, Carlos, “Aquilino Duque: el mono azul,” La estafeta Literaria 548 (1974).
- Ortiz, Fernando, “Aquilino Duque y los molinos de viento,” El País 6 de enero (1996).
- Palomino, Angel, “Extravagancias sobre Aquilino Duque,” Razón española: Revista bimestral de pensamiento 131 (2010): 813.
- Ruiz Copete, Juan de Dios, “El mono azul y Aquilino Duque,” ABC (Sevilla) 11 de abril 1974.
- Tovar, Antonio, “Narrativa y creación,” La Gaceta ilustrada 16 de mayo (1976): 69.
- ---. “Aquilino Duque Gimeno. Los cuatro libros cardinales. Obra poética completa.” La Gaceta ilustrada,18 de junio (1978): 19.
- Umbral, Francisco, “El mono azul, de Aquilino Duque,” Diario de Navarra, 12 de Julio (1974).

## Entrevistes a televisió
- Entrevista amb Joaquín Soler Serrano al programa "A fondo" de RTVE, 23 d'abril de 1980.
- Entrevista amb Sánchez Dragó al programa "Negro sobre blanco" de RTVE, 14 dic 2003. (Primera part)
- Entrevista amb Sánchez Dragó al programa "Negro sobre blanco" de RTVE, 21 dic 2003. (Segunda part)
- Entrevista[Enllaç no actiu] amb Javier Esparza al programa "Con otro enfoque" d'Intereconomía, 21 oct 2011, minut 20.
- Entrevista  Arxivat 2017-03-13 a Wayback Machine. en la biblioteca virtual d'Andalusia.

## Homenatges
- Ressenya d' El mundo sobre el homenatge a Aquilino Duque.

Alicia Serna canta poema d'Aquilino Duque.
- Ressenya del homenatge en Triana
- Video de l'homenatge a Triana, Julio 2013.

## Premi Taurí Manuel Ramírez
- Entrevista amb Carlos Crivell, Tarde de toros, Cope Sevilla, 16 de juny 2015.
- Discurs d'acceptació, Sevilla, 17 de juny 2015